# حارية هيوز
حارية هيوز (الاسم العلمي: Echis  hughesi) (بالإنجليزية: Hughes' Saw-scaled Viper)‏ هي نوع من الثعابين تتبع جنس الحارية من فصيلة الأفعويات.